# Pegel

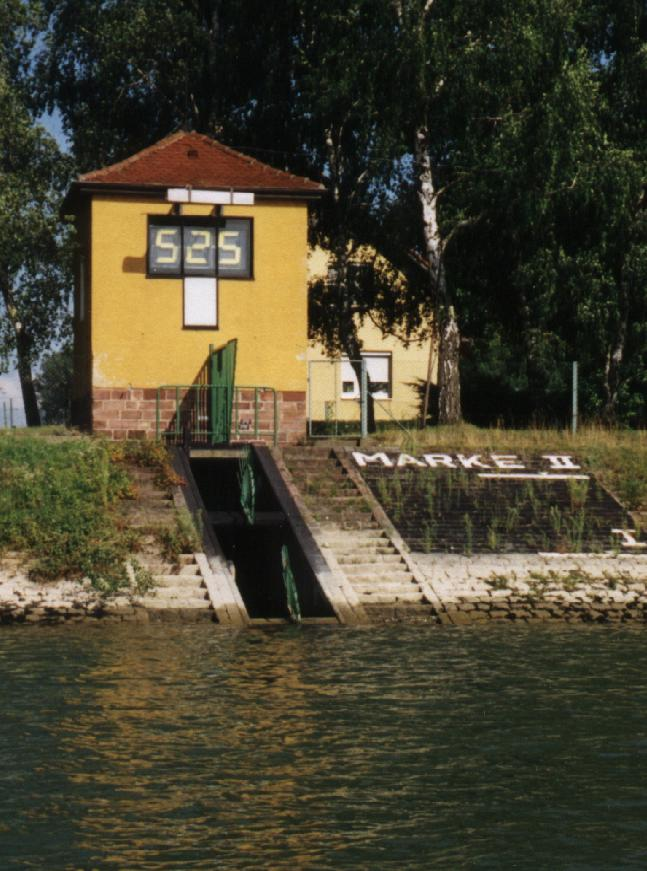
Rheinpegel Maxau bei Karlsruhe (km 362)

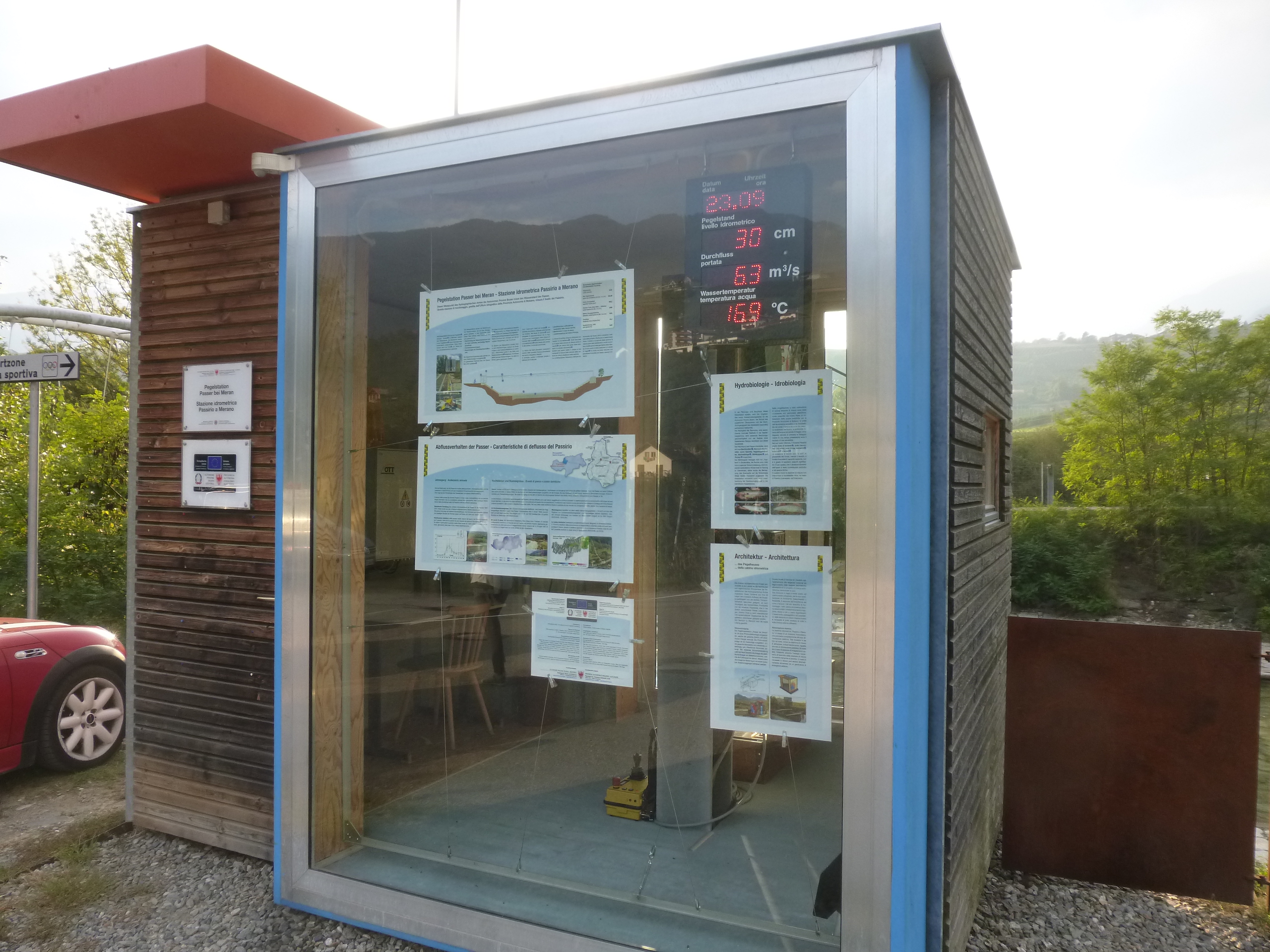
Pegelanzeige der Passer vor Meran

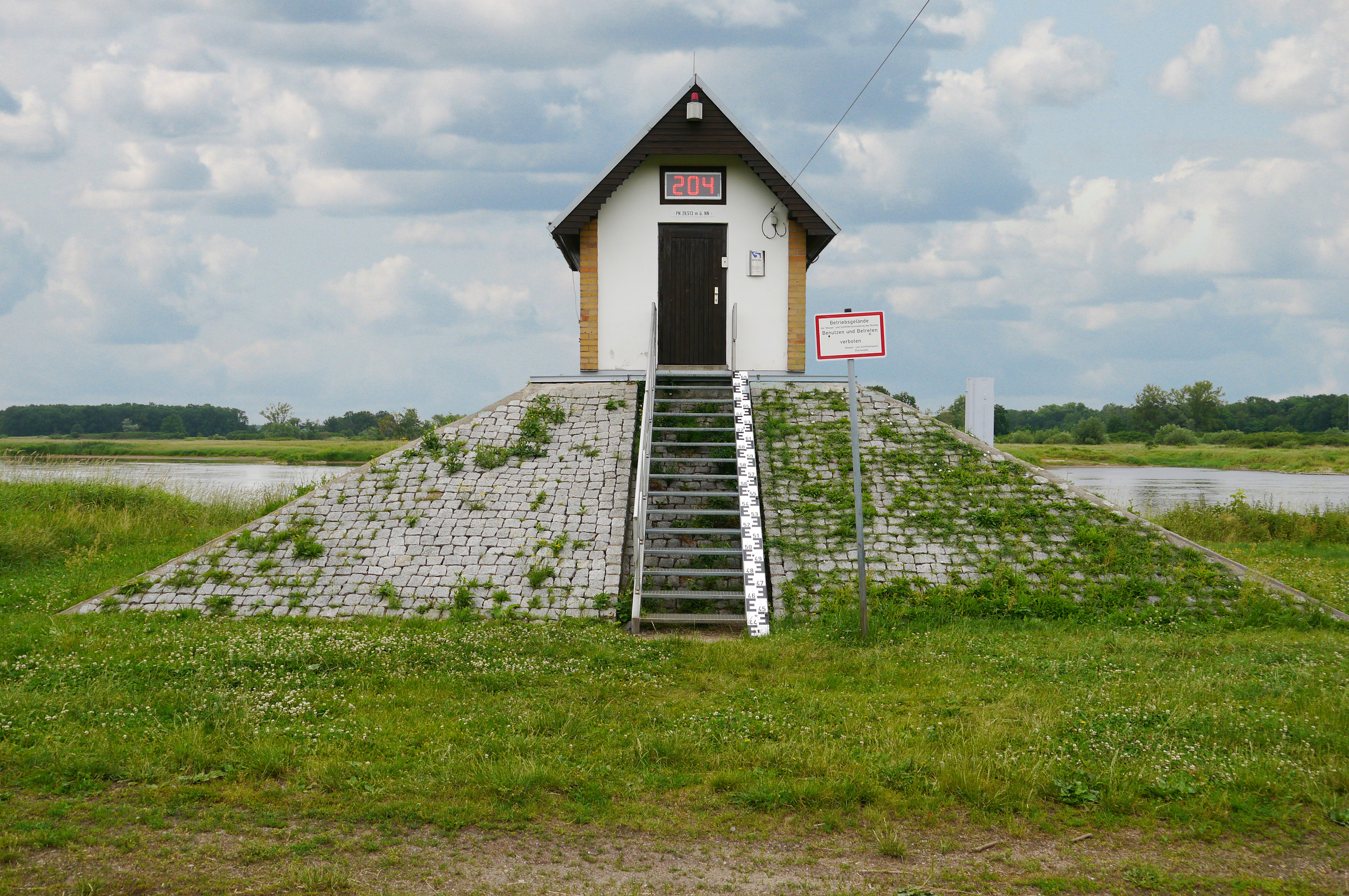
Pegelhaus an der Oder bei Ratzdorf

Ein Pegel ist eine Einrichtung zur Feststellung des Wasserstandes in Flüssen, Kanälen und anderen Gerinnen, in Seen und im Meer. Er kann aus einer einfachen Pegellatte bestehen, im erweiterten Sinne bezeichnet „Pegel“ auch die Messstelle als Ganzes. Die genaue Definition ist für Deutschland in der Pegelvorschrift der Bund/Länder-Arbeitsgemeinschaft Wasser (LAWA) festgelegt.

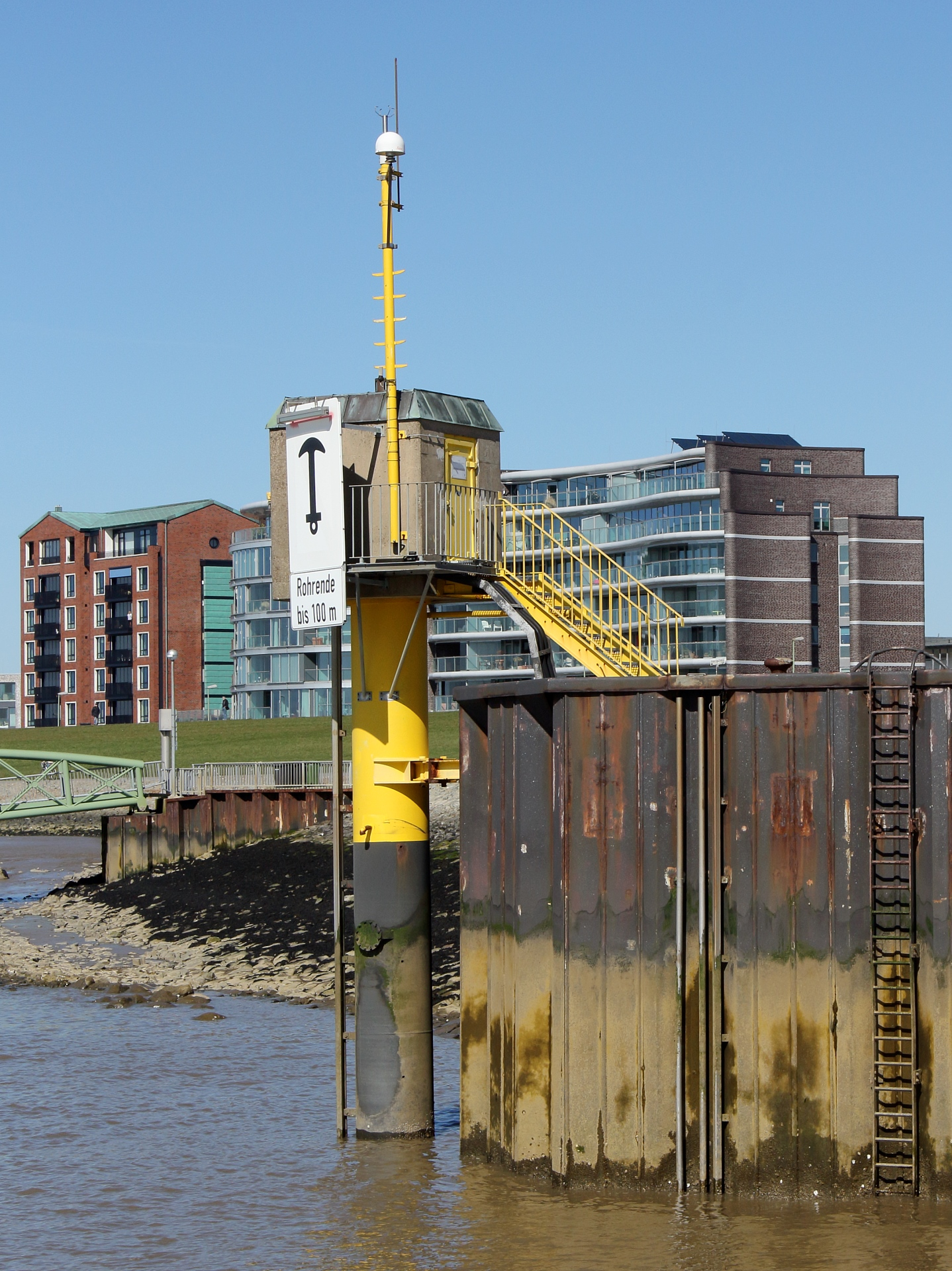
Pegel an der Weser in Bremerhaven

## Begriffsklärung
Das Wort Pegel stammt von niederdt. pegel „Eichstrich“ aus mittellateinisch pagella „Messlatte“ und ist etymologisch verwandt mit „Peilen“ (vgl. auch niederländisch peil ‚Pegel‘), dem Messen einer Richtung.
Umgangssprachlich wird „Pegel“ auch metonymisch für den Wasserstand selbst verwendet. Am Pegel wird aber nur der Pegelstand gemessen, aus dem sich der Wasserstand (Wasserhöhe für einen repräsentativen Abschnitt des Gewässers) ableiten lässt.
In der Hydrometrie wird auch die gesamte Messstelle als „Pegel“ bezeichnet. Man unterscheidet zwischen Pegel an oberirdischen Gewässern und Grundwassermessstellen. In der Schifffahrt wird unterschieden zwischen Brückenpegel, Binnenpegel (Flüsse und Seen) und Küstenpegel (Meer).
Bestimmte Pegelstände dienten auch als Orientierungshöhe für die Landesvermessung (z. B. Amsterdamer Pegel, Wiener Null, Kronstädter Pegel usw.). Nach der ersten Höhenfestlegung (z. B. durch den Normalhöhenpunkt 1879) sind Höhenangaben der Landesvermessung aber von Wasserspiegelschwankungen unabhängig. An die Abhängigkeit von einem Wasserstand erinnert dann nur noch das Wort Pegel im Namen.

## Geschichte

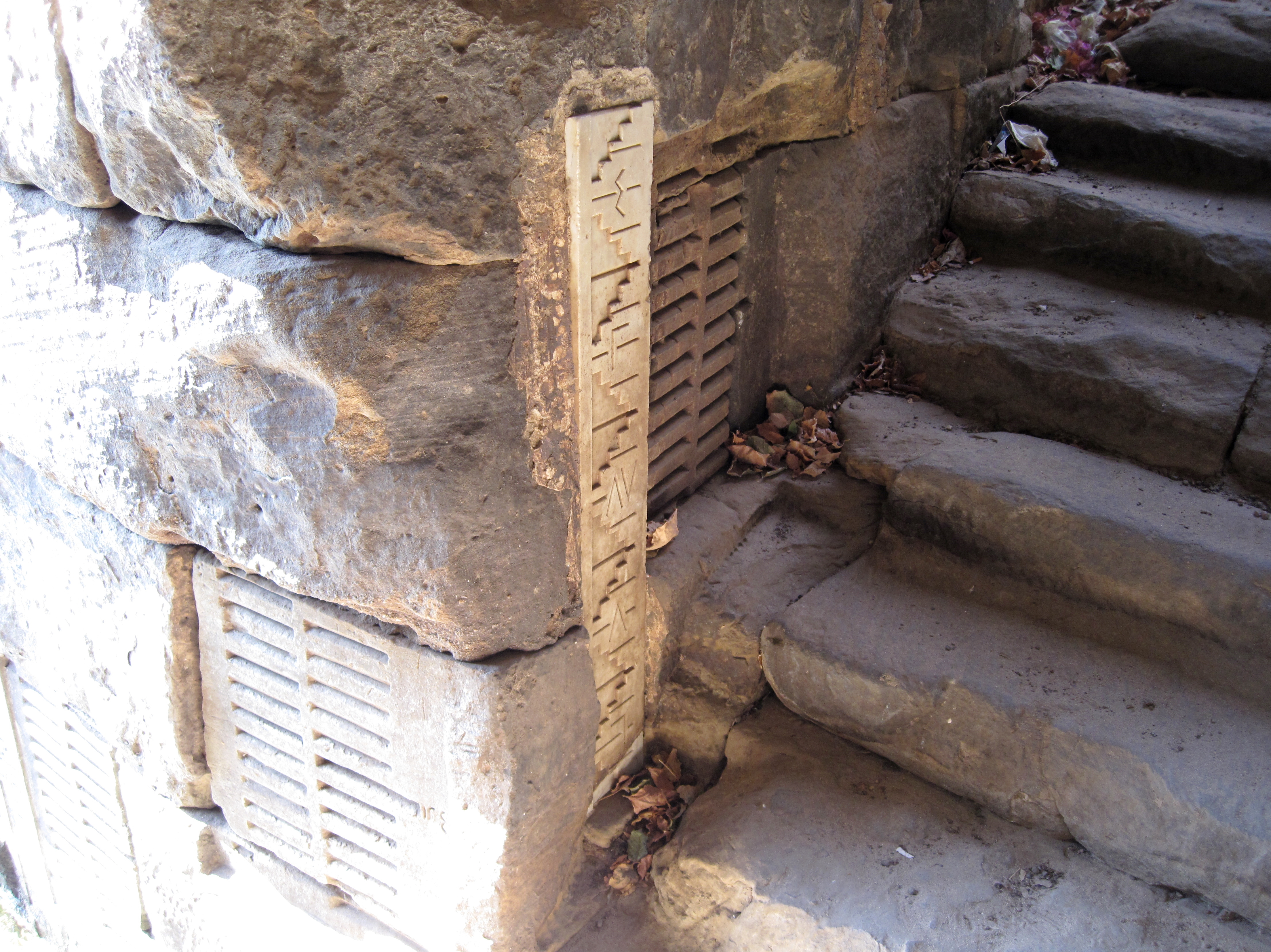
Das Nilometer bei Assuan ist der älteste bekannte Pegel.

Die Messung von Wasserständen reicht lange zurück. Bereits die alten Ägypter haben mit mehreren Nilometern den Pegelstand am Nil gemessen, um diese Informationen bei der Bewirtschaftung ihrer Felder zu nutzen.
In Europa kamen Pegelmessungen an Fließgewässern im Hochmittelalter auf, als sich das vorindustrielle Mühlenwesen entwickelte und die Wasserentnahme einer rechtlichen Grundlage bedurfte. So waren die zunehmend verbreiteten, stärkeren mittelschlächtigen Wasserräder in ihrer Leistung von der Stauhöhe abhängig und anfällig auf Rückstau im Unterwasser. Anrechte auf Stauhöhen führten zwischen den Gewerken zu Konflikten. Ein Beispiel ist der Mühlpfahl, ein Pfahl zur Kontrolle der vorgeschriebenen Stauhöhe (Stauziel) des Mühlwassers. Die Aufgabe der Mühlpfähle wurde durch Haimmarken ersetzt, die die bewilligte Stauhöhe genau markieren und in den amtlichen Wasserbüchern vermerkt werden.
Die ersten regelmäßigen und dokumentierten Beobachtungen der Wasserstände im Hochwasserschutz in Deutschland gehen bis zum Anfang des 18. Jahrhunderts zurück. Am Pegel Magdeburg (heute: Magdeburg-Strombrücke) wurde bereits 1655 der Ablauf des Februarhochwassers an der Elbe dokumentiert. Seit dem Jahr 1727 liegen dort Wasserstandslisten in ununterbrochener Folge vor. Damit ist der Pegel Magdeburg die längste kontinuierlich dokumentierte Wasserstandsreihe Deutschlands. Weitere Pegel mit lange zurückreichenden Zeitreihen sind an der Elbe Meißen seit 1775 und Dresden seit 1776 (Christian Gottlieb Pötsch) und am Rhein Erfelden seit 1. Juli 1797.
Früher dienten mittlere Pegelstände an großen Flüssen auch als lokaler Höhenbezug für die Höhenmessung – etwa beim Kölner Pegel (Rhein) oder beim Wiener Null (Donaukanal).
Die von Eytelwein ausgearbeitete Pegelinstruktion vom 13. Februar 1810 ist die erste bekannte Dienstanweisung über Pegel. Sie wurde am 14. September 1874 aktualisiert und präzisiert, galt aber weiterhin nur für Preußen. Erst die Pegelvorschrift vom 14. September 1935 stellte die Wasserstandsbeobachtung in Deutschland auf eine einheitliche Grundlage. Sie wurde mit Erscheinen für die Länder Preußen, Anhalt, Bremen, Braunschweig, Hamburg, Lippe, Lübeck, Mecklenburg, Oldenburg, Saarland und Schaumburg-Lippe verbindlich und ab 6. Juli 1936 auch für die süddeutschen Länder Baden, Bayern, Hessen, Sachsen, Thüringen und Württemberg eingeführt.

## Grundlagen
Der Wasserstand eines stehenden oder fließenden Gewässers wird in Deutschland immer als cm am Pegel ausgegeben und darf nicht verwechselt werden mit der Wassertiefe.

### Pegelnullpunkt
Der Pegel benutzt als Bezugsgröße den Pegelnullpunkt. Der Pegelnullpunkt wird möglichst über der Sohle, aber unter dem niedrigsten, über eine lange Zeit gemessenen Wasserstand festgesetzt, damit auch bei niedrigem Wasserstand keine negativen Werte auftreten (über der Sohle).
In Deutschland wird im Küstenbereich einheitlich ein Pegelnullpunkt verwendet, der bei der Einrichtung auf NHN minus 5 Meter festgelegt wird. Dieser ist nicht identisch mit dem Seekartennull, welches seit 2005 auf den örtlich niedrigsten astronomischen Gezeitenwasserstand (lowest astronomical tide, LAT) festgelegt ist.

### Wasserstand

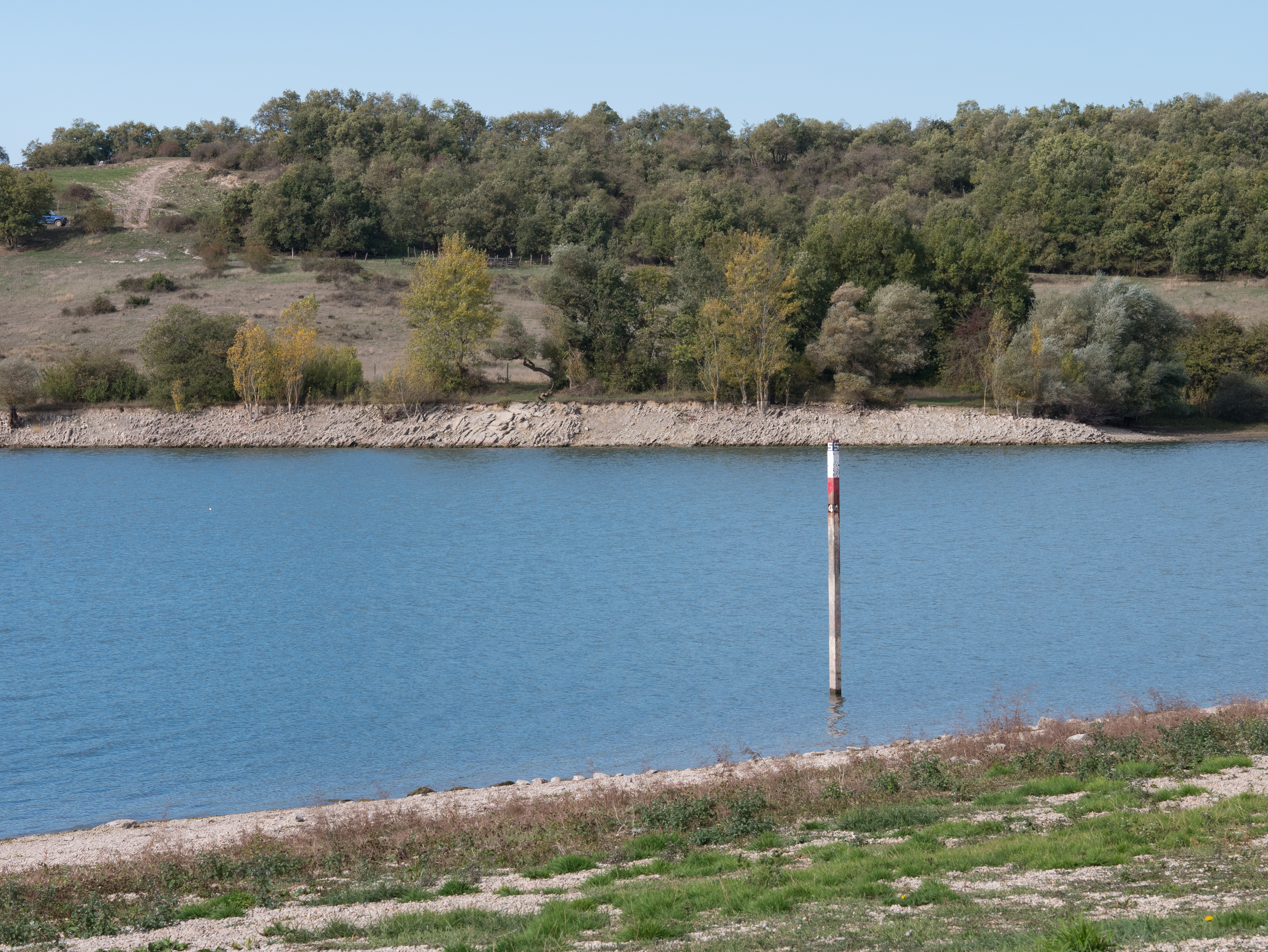
Pegellatte in einem Stausee

Der Wasserstand (Pegelstand) ist die Höhe des Wasserstandes direkt an der Pegellatte. Er wird allgemein in Zentimeter (cm) angegeben und kann direkt an der Messlatte oder an dem Messgerät abgelesen werden. Der Messbereich beträgt meist wenige Meter. Für wichtige Wasserstände gibt es festgelegte Abkürzungen, z. B.:
- MW: Mittlerer Wasserstand ist der durchschnittliche Wasserstand, gemessen in einer bestimmten Zeitspanne (1 bis 10 Monate oder mehr Jahre).
- MNW: Mittlerer Niedrigwasserstand oder Mittleres Niedrigwasser ist der gemittelte niedrige Wasserstand in einer bestimmten Zeitspanne in einem Gewässer.
- MHW: Mittlerer Hochwasserstand oder Mittleres Hochwasser ist der gemittelte hohe Wasserstand in einer bestimmten Zeitspanne in einem Gewässer, das von der Tide betroffen ist.
- NNW: Niedrigster Niedrigwasserstand oder Niedrigstes Niedrigwasser ist der niedrigste jemals gemessene Wasserstand.
- HHW: Höchster Hochwasserstand oder Höchstes Hochwasser ist der höchste jemals gemessene Wasserstand.
- HSW: Höchster Schifffahrtswasserstand ist der höchste Wasserstand, bei dem Schifffahrt betrieben werden darf.

### Wasserspiegel
Der Wasserspiegel errechnet sich aus der Höhe des Pegelnullpunktes plus des Wasserstands über dem Pegelnullpunkt:
- Wasserspiegel DHHN2016 Höhenstatus 170 (früher m + NN) = Höhe Pegelnullpunkt + Wasserstand über Pegelnull.
- In Deutschland wird der Pegelnullpunkt als Deutsches Haupthöhennetz 2016 (DHHN2016, Höhenstatus 170), in Österreich wird Triest Höhe über Adria (m.ü.A.) angegeben und in der Schweiz bezieht sich der Nullpunkt auf den Repère Pierre du Niton (RPN) im Genfer See. In Frankreich ist der Nullpunkt bezogen auf den Pegel in Marseille (mètres au-dessus du niveau de la mer), in Italien auf den Pegel in Genua (metri sul livello del mare).

### Wassertiefe
Die Wassertiefe wird entweder direkt gemessen durch Peilungen mit Echolot oder Peilschiffen oder über den Pegelstand und Gewässerpeilpläne (Geländemodell) berechnet.
- Die Wassertiefe in Fließgewässern und Binnengewässern ist die Differenz zwischen Wasserstand im Höhensystem DHHN2016 und der Gewässersohle.
- Die Wassertiefe von Küstengewässern ist die Differenz zwischen Meeresboden im Höhensystem DHHN2016 und dem Seekartennull plus der Gezeitenhöhe.

### Durchfahrtshöhe
Die Durchfahrtshöhe ist die Differenz zwischen Wasserstand und Brückenunterkante.
Diese Differenz wird mancherorts durch Brückenpegel direkt angezeigt.
Vertical Clearance ist die Mindestdurchfahrtshöhe zwischen mittlerem Hochwasser und Brückenunterkante.

### Örtliche Einmessung
Die Pegelstationen werden im Allgemeinen ins System der Landeskoordinaten eingebunden, wodurch auch genaue geografische Koordinaten vorliegen. Diese Vermessung erfolgt meist durch örtliche Einmessung von drei Festpunkten, die dem Pegel zugeordnet sind oder auch durch genaue Messungen mit PDGPS-Systemen.

## Küstenpegel
Küstenpegel stehen an Meeresküsten, Meerespegel stehen weiter außerhalb oder schwimmen als Messboje im Meer. Feste Pegel sind gleich aufgebaut und funktionieren gleich wie die Flusspegel. Schwimmende Pegel messen den Wasserstand georeferenziert, z. B. mit einem Global Positioning System (GPS).
Siehe auch: Mareograf

### Messung der Tide

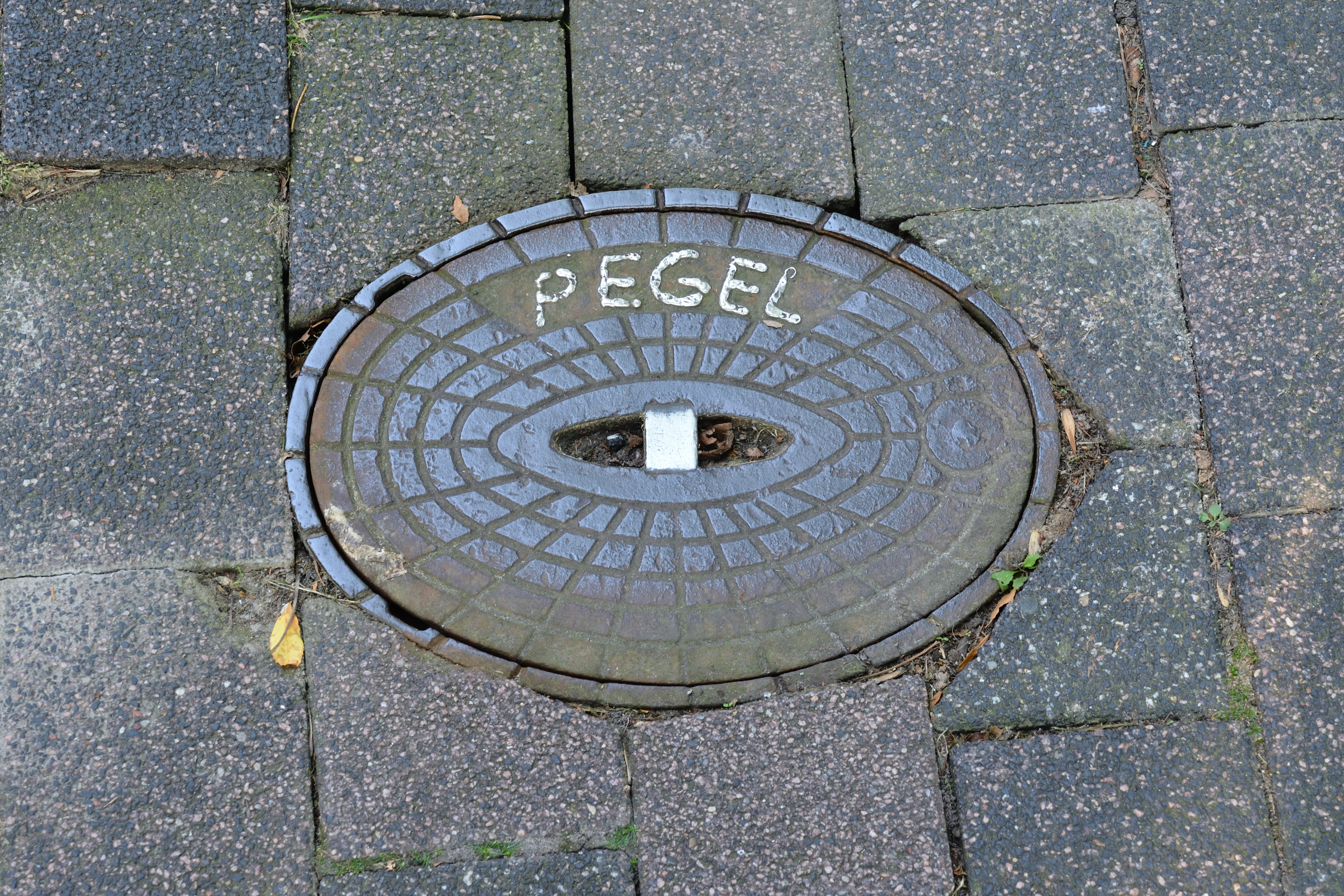
Eine Messstelle am tideabhängigen Hafen an der Krückau in Elmshorn

Die Tide, also die Wasserstandsänderungen bei Ebbe und Flut, wird mit Küsten- und Meerespegeln gemessen. Aus dem Verlauf der Messergebnisse (Ganglinie) wird eine Vorhersage für die Tide berechnet. Diese Vorhersagen werden in Gezeitentafeln und Tidenkalendern für den Ort des Pegels veröffentlicht.

### Berechnung der Wassertiefe
Die Wassertiefe wird für die Küstenschifffahrt auf das Seekartennull bezogen. In tidenarmen Gewässern (Tide < 30 cm) entspricht das Seekartennull in den meisten Ländern dem mittleren Wasserspiegel. In Tidengewässern wird die Wassertiefe auf LAT bezogen. In einigen Ländern wird die Wassertiefe auf andere Definitionen des Seekartennull bezogen, beispielsweise auf das Springniedrigwasser. Alle diese gemittelten Wasserstände werden aus langjährigen Beobachtungen der Pegelstände berechnet. Siehe dazu: Gezeitenrechnung.

## Binnenpegel

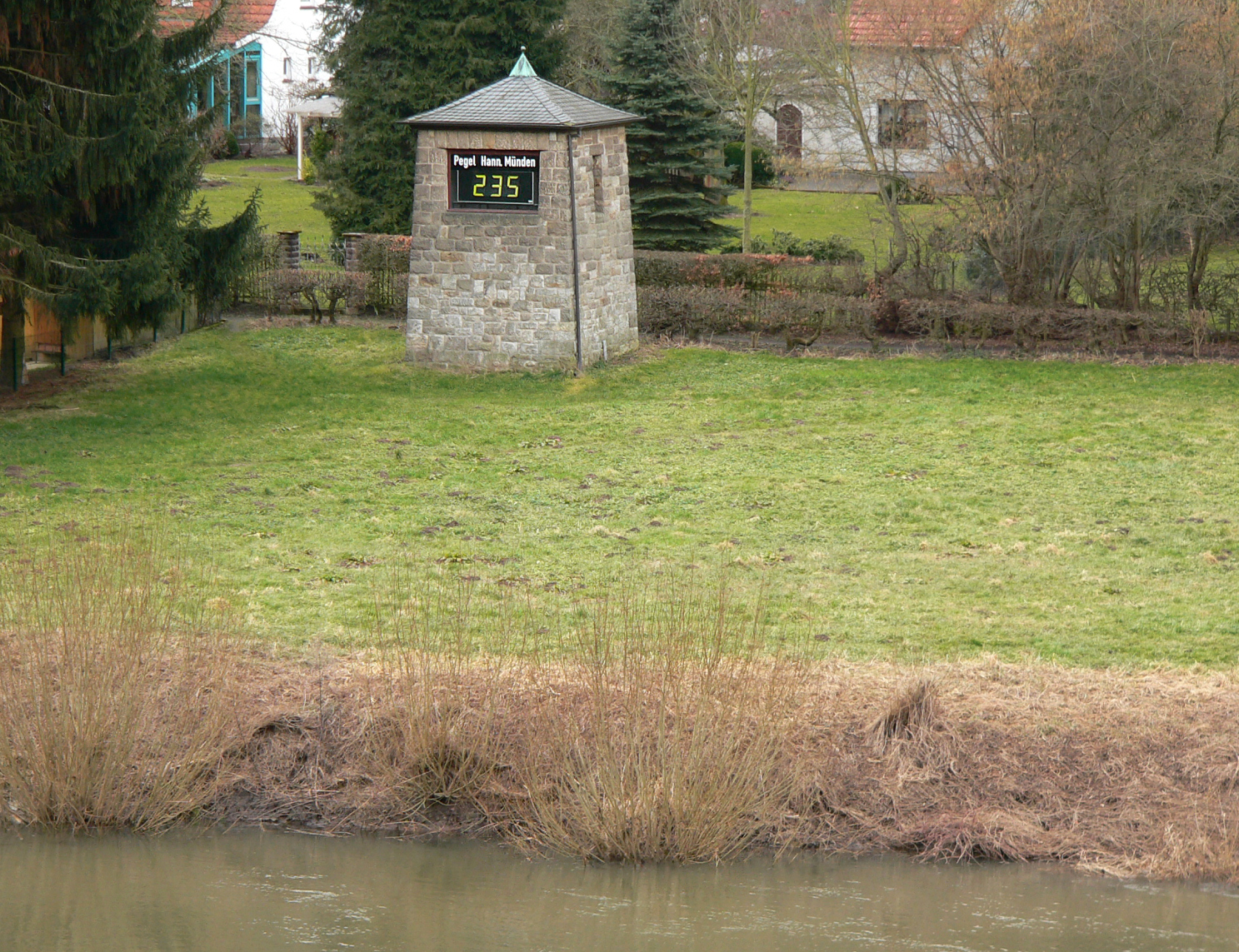
Pegel der Weser in Hann. Münden

Binnenpegel stehen an Flüssen, Kanälen und Seen. Sie dienen der Schifffahrt und der Hydrologie und messen den aktuellen Wasserstand. Der Pegelstand gibt – abhängig von Lage und Form des Untergrundes und gegebenenfalls in Verbindung mit dem dort festgestellten Gleichwertigen Wasserstand (GlW) – Auskunft über die Wassertiefe. Die zeitliche Veränderung des Pegelstandes gibt Auskunft über die zu erwartende Schiffbarkeit und über eine mögliche Hochwasser-Gefahr. Bei Flüssen ist jeder Flussabschnitt einem Bezugspegel zugeordnet, dem sogenannten „Richtpegel“. Ebenso bei größeren Seen.

### Hochwassermarken
Hochwassermarken beziehen sich immer auf einen zugehörigen Richtpegel, beziehungsweise den dort gemessenen Pegelstand. Von der daraus ableitbaren Wassertiefe ist die Befahrbarkeit durch Schiffe abhängig und deren Beladungsmöglichkeit. Vom Wasserspiegel direkt abhängig ist die Überschwemmungsgefahr durch Hochwasser. Durch dabei beschleunigte Strömung und veränderte seitliche Begrenzung der Flussbette ist die Schiffbarkeit begrenzt. In Deutschland ist auf Binnenwasserstraßen die Begrenzung durch Verordnungen festgelegt.

#### Hochwassermarke I
Wird am Richtpegel die Hochwassermarke I erreicht, beginnen für den entsprechenden Gewässerabschnitt die ersten Einschränkungen. Diese sind von Gewässer zu Gewässer unterschiedlich und abhängig von der Höhe des Ufers (Freibord), der Damm-. bzw. Deichhöhe, von der Technologie der Schiffe, deren Größe, Geschwindigkeit, Abladetiefe und Wellenschlag. Der betroffene Abschnitt kann auch ganz gesperrt werden.

#### Hochwassermarke II
Bei Überschreiten der Hochwassermarke II am Richtpegel ist die Wasserstraße für die gesamte Schifffahrt bis auf wenige Ausnahmen gesperrt.

#### Hochwassermarke III
Bei Überschreiten der Hochwassermarke III (sofern vorhanden) am Richtpegel wird die Schifffahrt untersagt, weil dann die Strömungsgeschwindigkeit ein sicheres Manövrieren nicht mehr zulässt.

#### HSW = Höchster Schifffahrtswasserstand
Dieser Begriff wurde auf dem Internationalen Schifffahrtskongress in Rom 1953 vom Bundesverkehrsministerium festgesetzt. Häufig wird die Abkürzung HSW falsch mit „höchster schiffbarer Wasserstand“ übersetzt.
In Deutschland konnte selbst ein Erlass des BMV (14. Juli 1959) die falsche Übersetzung nicht ausmerzen und auch Fachbehörden benutzen bis heute häufig diese Formulierung.
Wenn eine festgelegte Marke (I, II oder III) erreicht oder überschritten ist, ist die Schifffahrt eingestellt. Die Marke ist vom Ort abhängig.
Bei Rückgang (Ablauf) eines Hochwassers und Unterschreiten der einzelnen Marken werden die Beschränkungen wieder aufgehoben. Beispielsweise liegt die Hochwassermarke I am Pegel Karlsruhe-Maxau bei einem Pegelstand von 620 cm, die Hochwassermarke II bei einem Pegelstand von 750 cm, während die Dämme am Rhein in der Umgebung für einen Pegelstand von rund neun Meter ausgelegt sind.

## Bedeutung für die Schifffahrt
Für die Schifffahrt auf Flüssen, Seen und Meeren sind die Pegel von großer Bedeutung. An Wasserstraßen, die von Schiffen genutzt werden, dient er als Richtpegel. Die Pegelanlage ist für einen bestimmten Gewässerabschnitt zuständig, für den Rhein ist dies in der Rheinschifffahrtspolizeiverordnung festgelegt [RheinSchPV]. Bei Flüssen mit Schleusenanlagen wird der Abschnitt meistens einer bestimmten Schleuse zugeordnet.
Die Wasserstände am Richtpegel haben Einfluss auf die Abladetiefe der Schiffe, die Durchfahrtshöhe von Brücken und die Begrenzung der Schifffahrt bei Hochwasser. Für den Güterverkehr ist es entscheidend, möglichst viel laden zu können. Bei hohem Wasserstand ist die Lademenge und die Zahl der übereinander gestapelten Container begrenzt durch die Brückendurchfahrtshöhe. Bei niedrigem Wasserstand ist die Lademenge begrenzt durch die Wassertiefe der Fahrrinne.

## Bedeutung in der operationellen Hydrologie
An einem Fluss bildet die zuverlässige Erfassung und Auswertung von Wasserständen die Grundlage für die hydrologische Beschreibung der kurz-, mittel- und langfristigen Veränderungen der gesamten Situation von Strömung und Wasserständen (Wasserhaushalt). Sie dient dem Betrieb, der Unterhaltung und dem Aus- und Neubau der Wasserstraße, zur Steuerung einzelner Anlagen am Fluss, insbesondere der Staustufen mit Wehr und Wasserkraftwerk, der Schifffahrt zur Ermittlung der Fahrwasserverhältnisse und der Disposition der Abladetiefe sowie dem Hochwasser- und Niedrigwassernachrichtendienst für die Anlieger, die in bedrohten Gebieten leben, und für die Schifffahrt.
Für notwendige Hochwasserwarnungen werden zunehmend automatische Pegelmessstationen entlang von Flüssen aufgestellt, die bei Erreichen einer einstellbaren Warnschwelle Alarm auslösen. Sogenannte Anrufpegel (Pegelansage) können bei Bedarf per Telefon von jedermann abgefragt werden und geben den momentanen Wasserstand in Zentimetern bzw. Durchfluss in Kubikmetern pro Sekunde (m³/s) an. Für Pegel an deutschen Bundeswasserstraßen wählt man dazu die Ortsvorwahl und anschließend die 19429, beispielsweise für den Pegel Karlsruhe-Maxau 0721 19429. Die aktuellen Wasserstände können auch im Internet erfahren werden (siehe Weblinks).

## Technik der Wasserstandsmessung

### Standorte, Bau und Prüfung
In Deutschland dient die Pegelvorschrift bzw. das Handbuch für moderne Pegel als Empfehlung an die Wasserstraßen- und Schifffahrtsbehörden und an die Wasserwirtschaftsverwaltungen, die für den Bau und Betrieb von Pegeln zuständig sind. Sie wird von der Bund/Länder-Arbeitsgemeinschaft Wasser (LAWA) herausgegeben. Ein Pegel wird durch eine Pegellatte und drei Höhenfestpunkte definiert, mit deren Hilfe die Höhenlage der Pegellatte (Pegelnullpunkt) im Deutschen Haupthöhennetz 2016 angegeben wird. In der Pegelvorschrift wird gefordert, dass Pegel am Gewässer so anzubringen sind, dass der Wasserstand auch beim Höchst- und Tiefststand des Gewässers noch messbar und ablesbar ist. Dabei sollen negative Werte vermieden werden. Der Pegelnullpunkt wird eingemessen und regelmäßig kontrolliert. Durch die Bewegung der Erdkruste verändert sich die Höhenlage des Pegelnullpunktes kontinuierlich und durch die Lastunterschiede bei Ebbe und Flut hebt und senkt er sich periodisch um mehrere Millimeter pro Jahr.

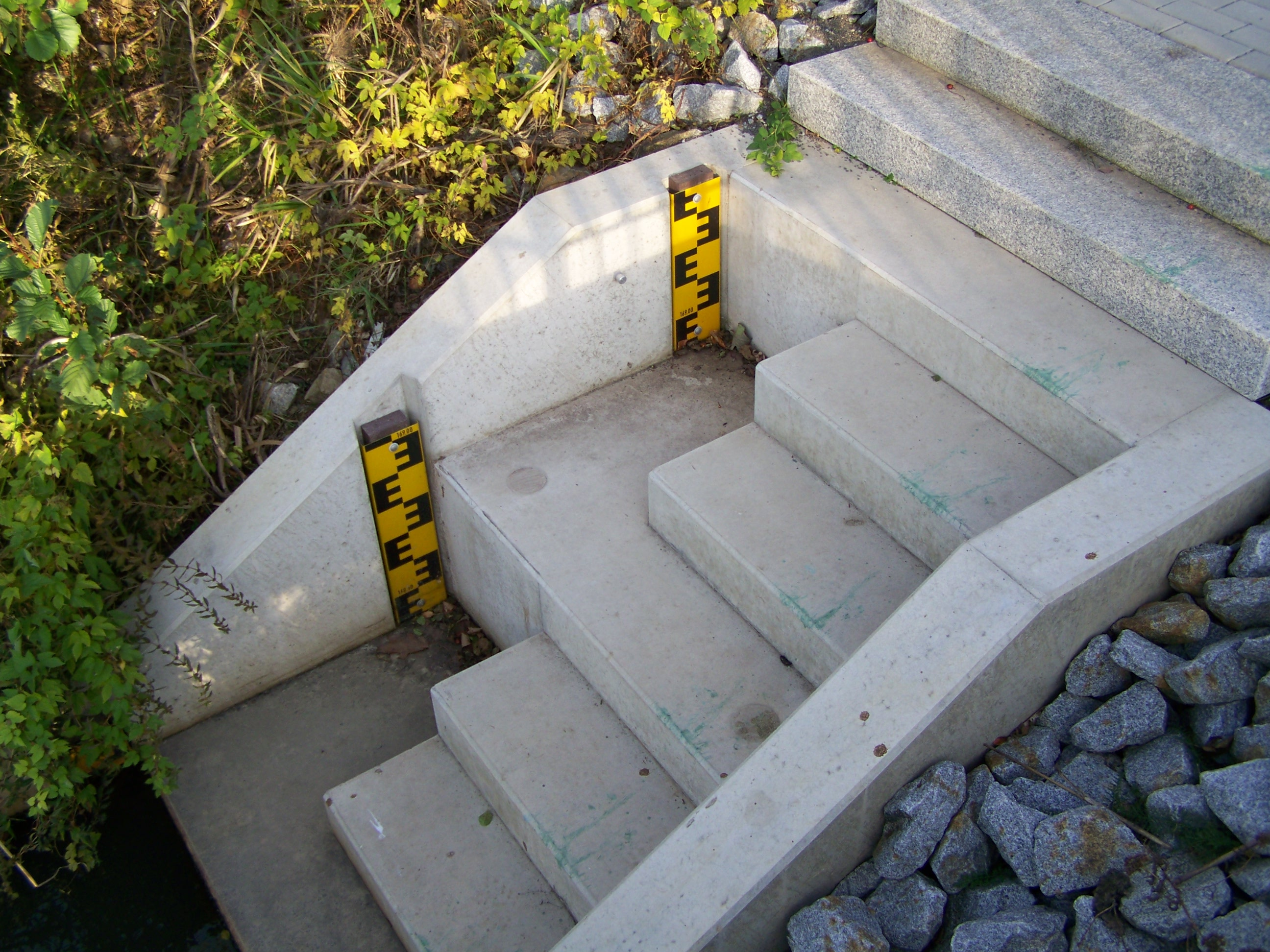
Pegelanlage mit mehreren Pegellatten - siehe auch Pegelstaffeln (Pegeltreppe)

### Pegellatte

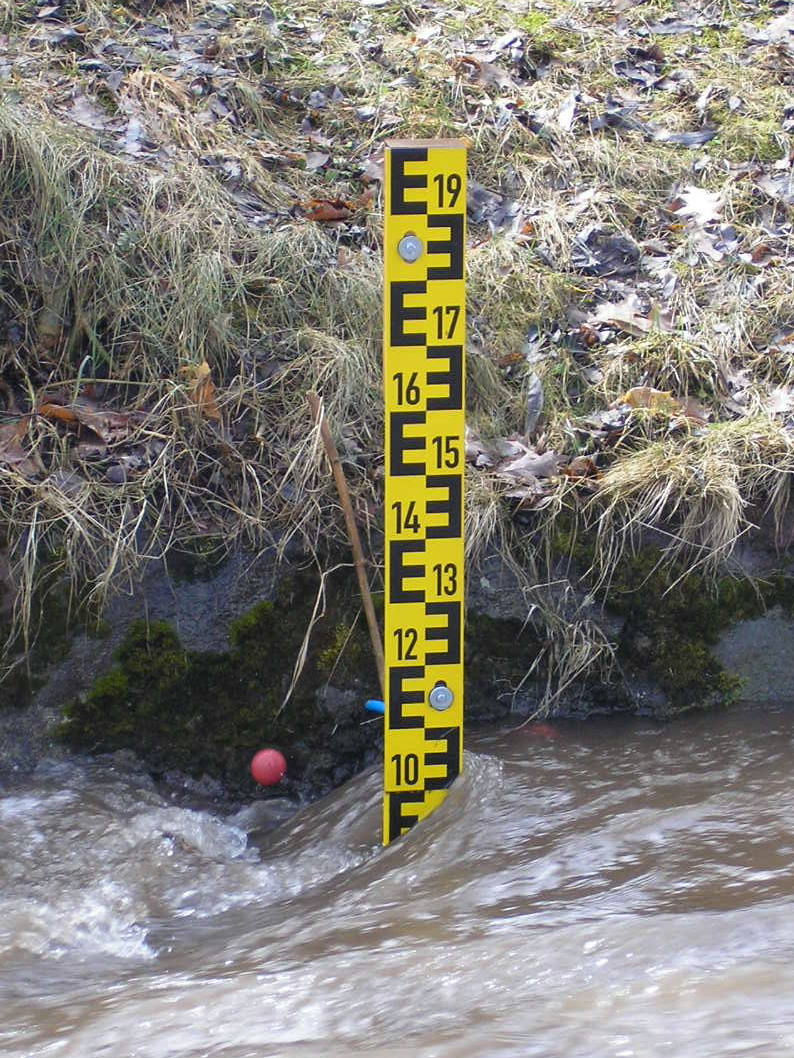
Senkrechte Pegellatte oder Lattenpegel an der Ilm in Ilmenau
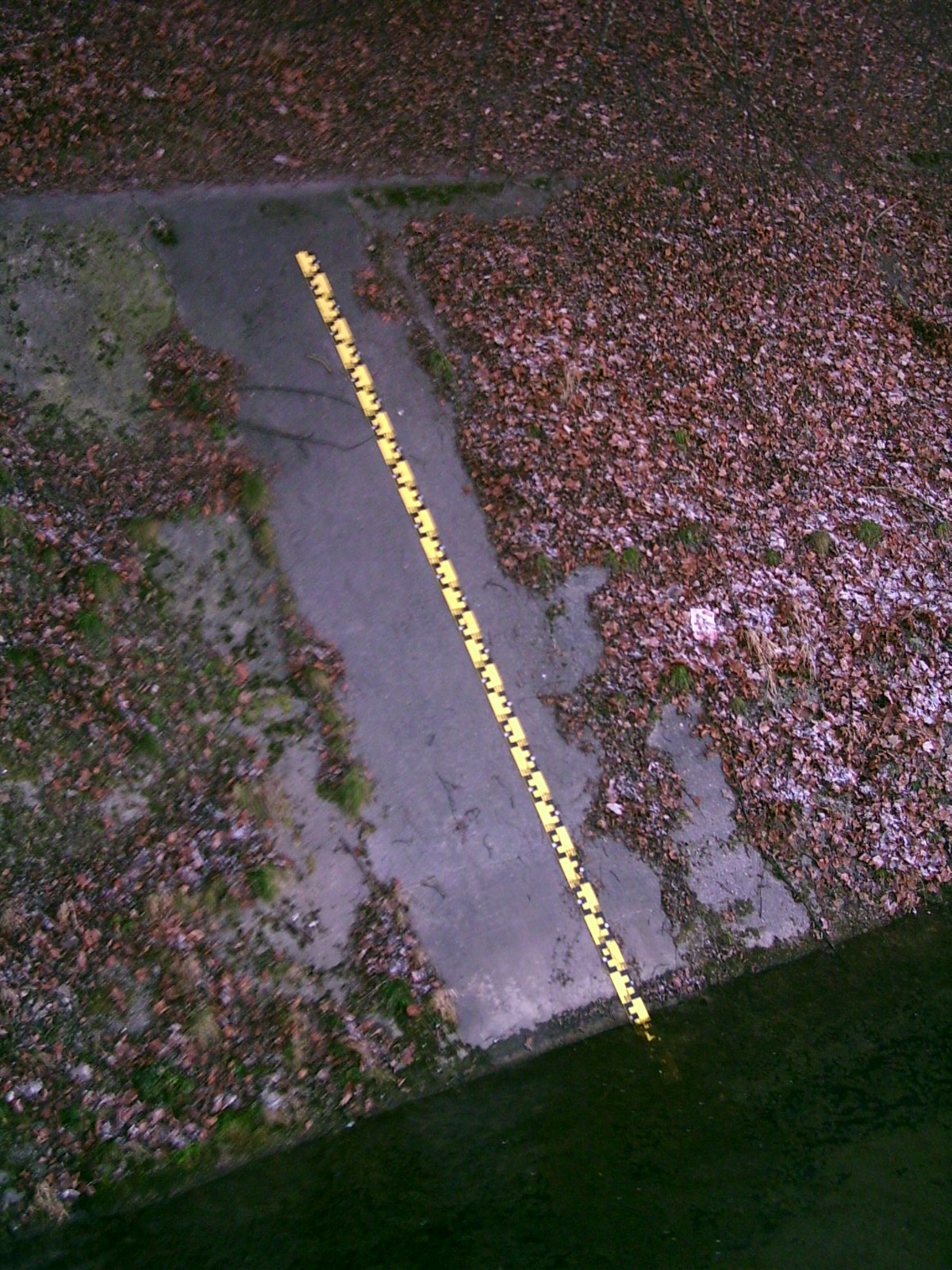
Geneigte Pegellatte an der Isar in München

Die älteste und einfachste Form, den Wasserstand zu messen, geschieht mit einer Pegellatte, die an einer Kaimauer, Schleusenkammer oder einer anderen Mauer oder am Ufer befestigt ist. Sie kann aber auch auf dem geneigten Gelände einer Ufer- oder (Staudamm)-böschung angebracht sein. Eine Pegellatte ist in der Regel mit nummerierten schwarzen E-Marken auf gelbem Grund dezimeterweise eingeteilt. Eine Ablesung ist in der Regel mit der Genauigkeit von etwa einem Zentimeter möglich. Bei geneigten Pegellatten wird die Einteilung entsprechend der Neigung gestreckt (Schrägpegel).
Eine Pegelanlage kann aus mehreren Pegellatten, auch Pegelstaffeln genannt, bestehen. Wenn eine Pegellatte vom Wasser überflutet wird, erfolgt die Ablesung an der nächsten, höher gelegenen Pegellatte. Beim Übergang von der einen zu der anderen Pegellatte sind die Ablesewerte gleich, da sich die Nullpunkte auf gleicher Höhe befinden. Laut Pegelvorschrift sollen sich diese Staffeln mit mindestens 10 cm überlappen.
Heute werden fast alle Messwerte vor Ort in einem digitalen Datensammler gespeichert. Bei extremen Hochwasserereignissen ist weiterhin die Pegellatte ein wichtiges Messinstrument, wenn durch Ausfall der Energieversorgung oder Überflutung des Pegels keine Aufzeichnungen mehr möglich sind. Die wichtigsten Pegel werden in der Regel mit redundanten Mess- und Erfassungsgeräten (meist zwei verschiedene Geräte), Datenabruf, Ansagedienst und sogenanntem push-Betrieb (Messwerte werden von Station aus in die Datenbank gesendet) ausgestattet, so dass ein kompletter Ausfall nicht mehr vorkommen sollte.
Pegellatten können auch behelfsmäßig hergestellt werden. Sie werden im Bedarfsfall an markanten Stellen errichtet. Diese weisen auch die Einteilungen auf, können aber möglicherweise erst später eingemessen werden.

### Pegeluhr
Die Pegeluhr zeigt die gemessenen Werte mit einem Zeiger oder zweien auf einem Zifferblatt an. Bei zwei Zeigern nennt der große die Zentimeter, der kleine die Meter des Pegels. Gemessen wird durch einen Schwimmer in einem Pegelschacht, der über eine kommunizierende Röhre mit dem Gewässer verbunden ist. Solche Pegeluhren befinden sich z. B. in Emmerich am Rhein, am Pegel Köln oder in Konstanz. Die Anzeige selbst ist in vielen Fällen digital. In anderen Fällen, wie bei dem historischen Pegelhaus in Worms, ist sie analog und ähnelt dem Zifferblatt einer Uhr.

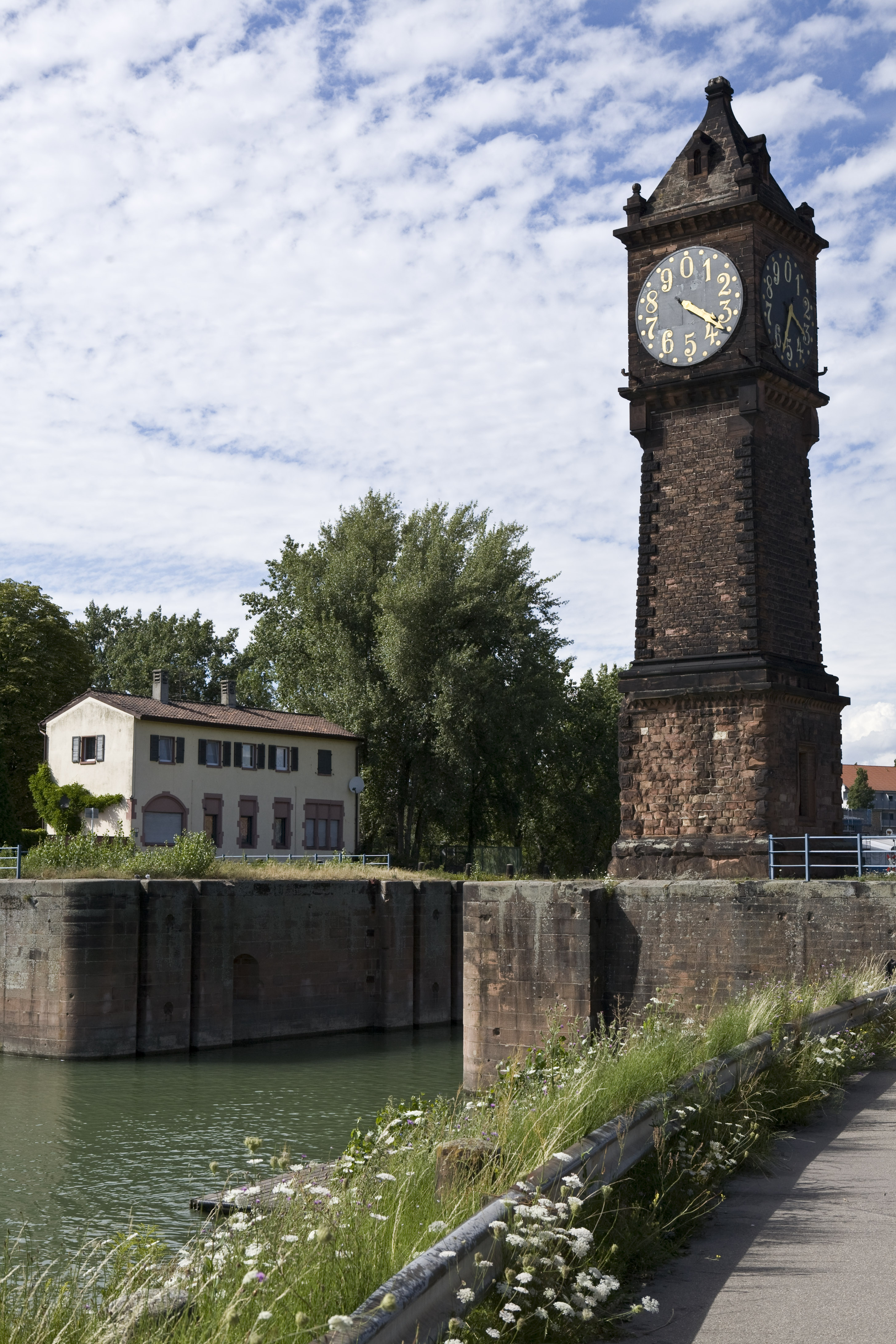
Pegeluhr auf der Parkinsel in Ludwigshafen am Rhein
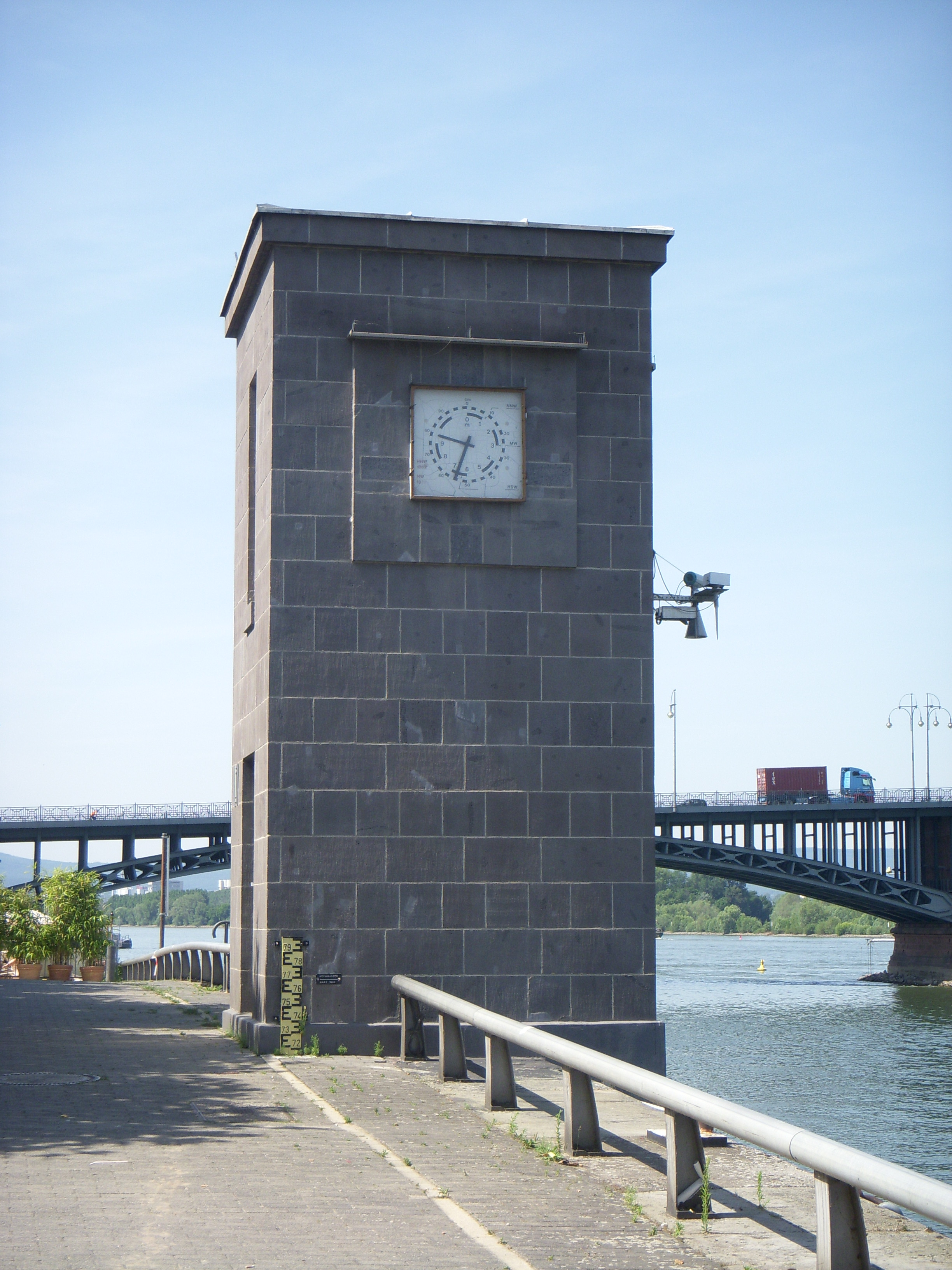
Pegel Mainz mit Pegeluhr
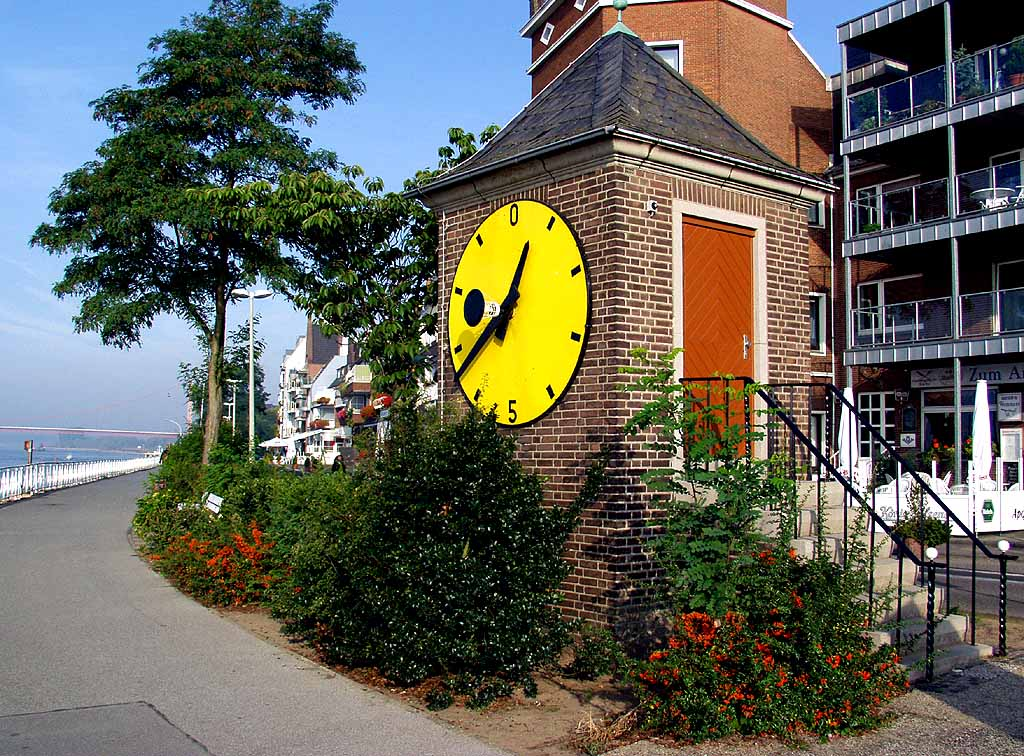
Pegeluhr in Emmerich am Rhein
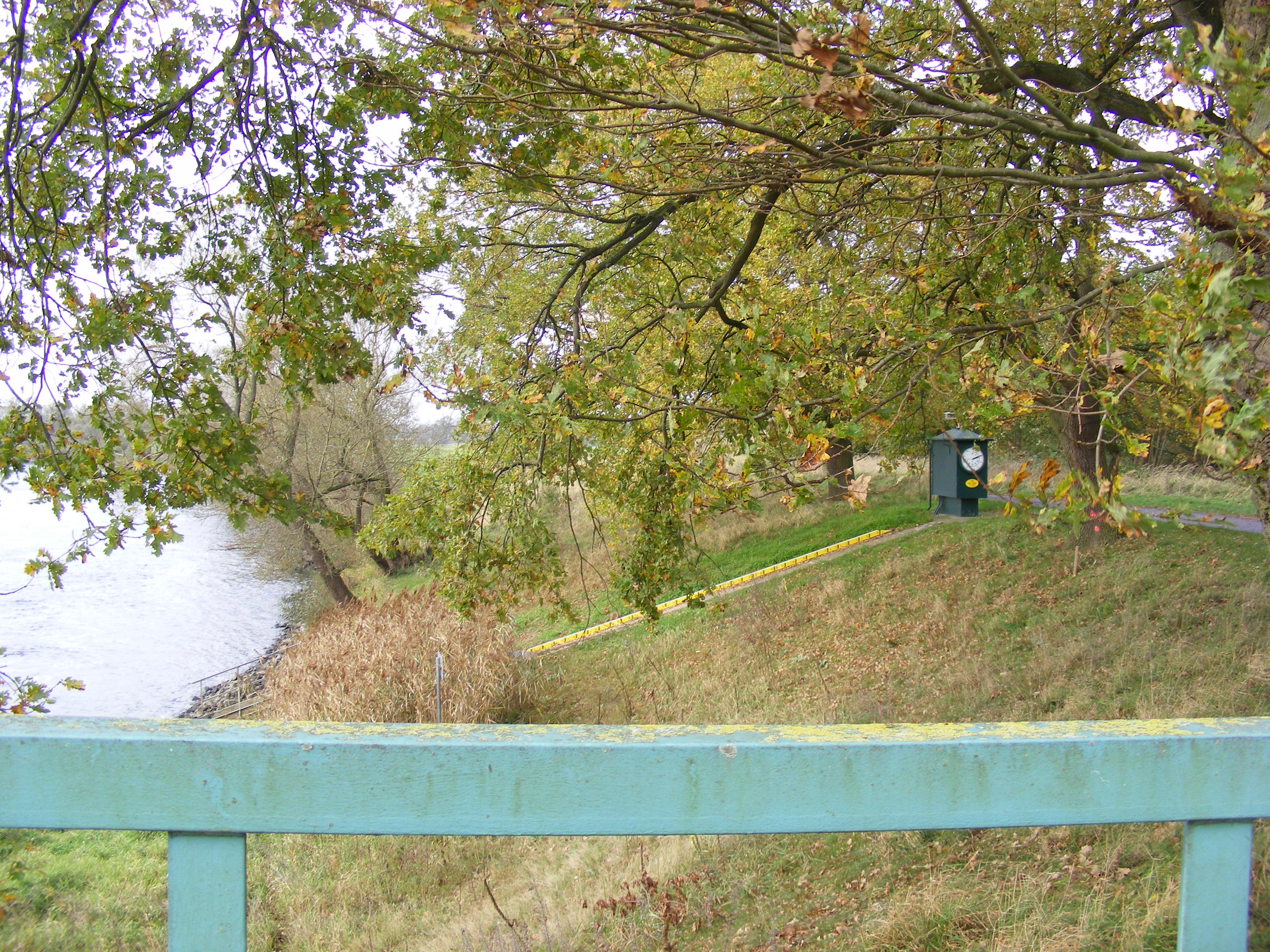
Pegel mit Latte und Uhr am Gnevsdorfer Vorfluter nördlich von Havelberg
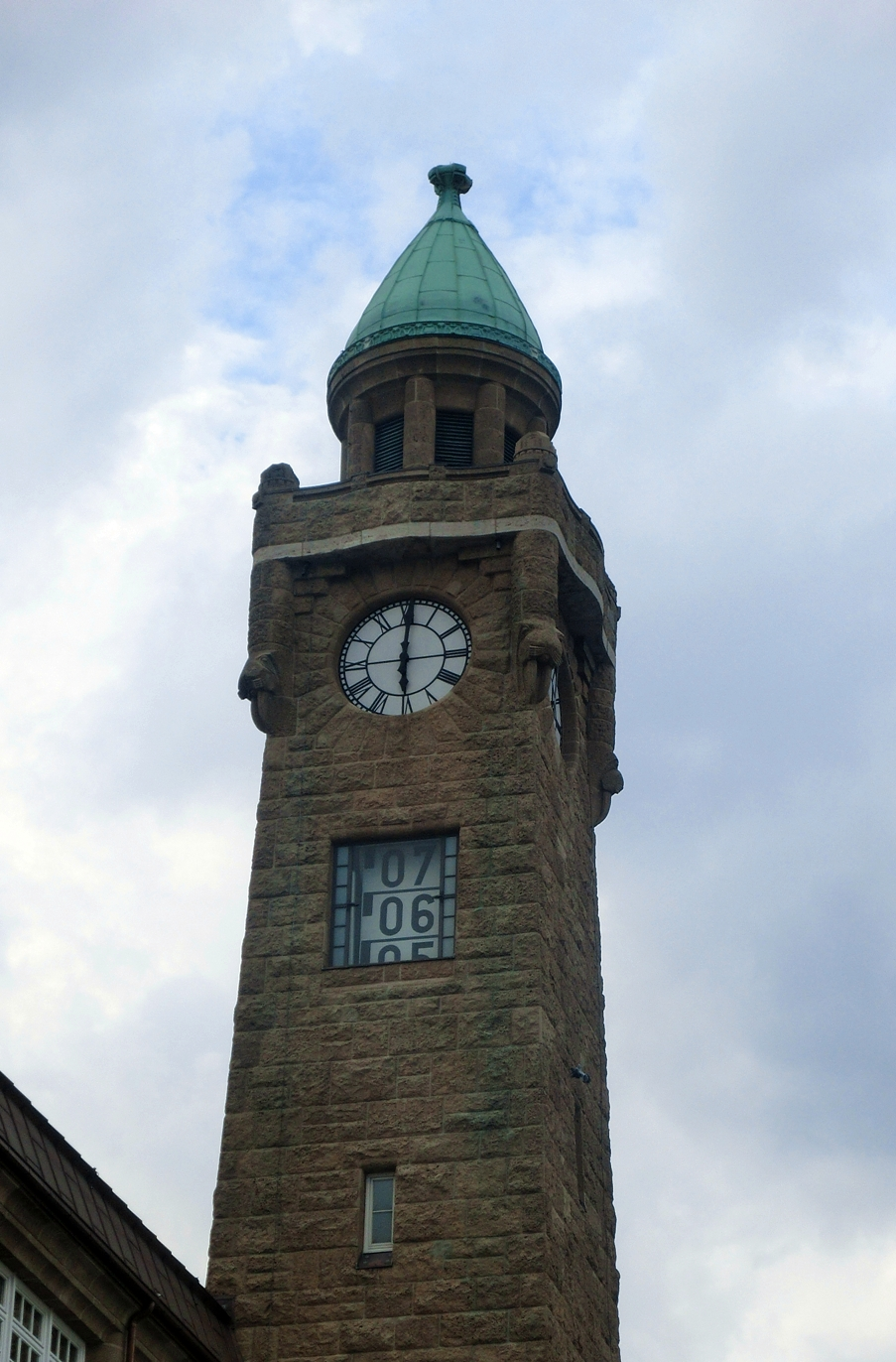
Pegelturm der St. Pauli-Landungsbrücken in Hamburg mit Anzeigeskala. Das runde Zifferblatt zeigt in diesem Fall die Uhrzeit an.
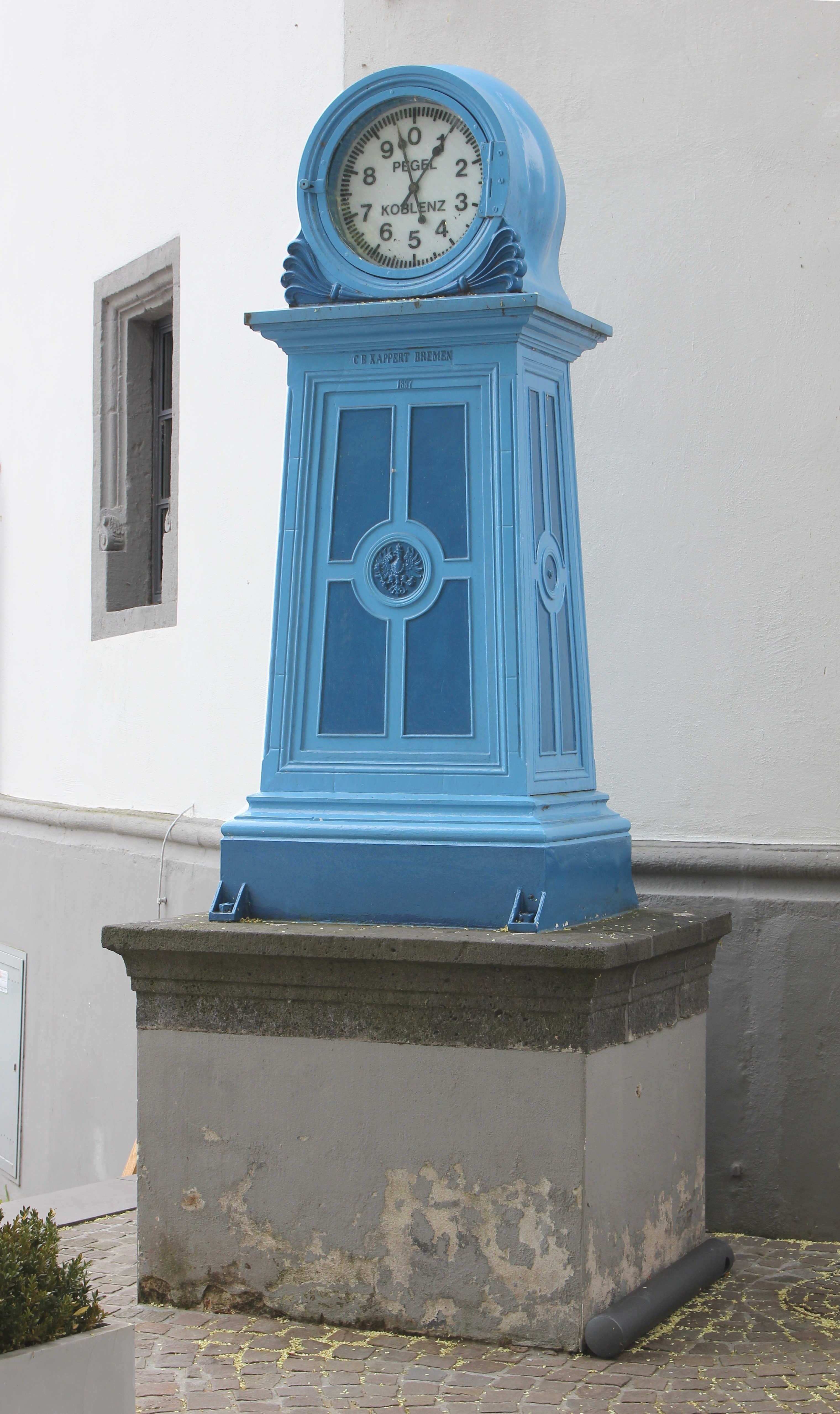
Historische Pegeluhr von 1887 in Koblenz
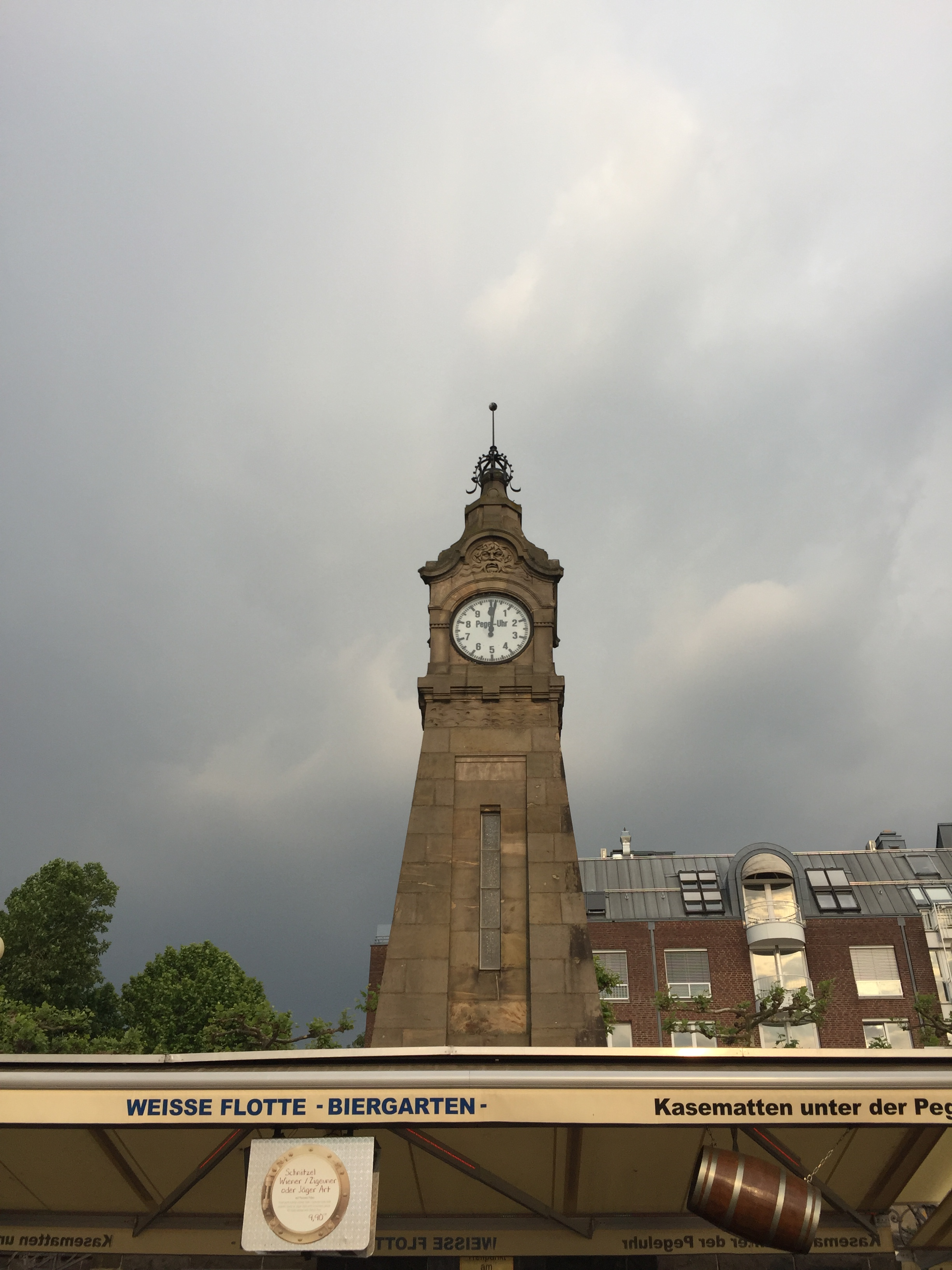
Pegeluhr in Düsseldorf am Rhein

### Wasserstandsanzeiger

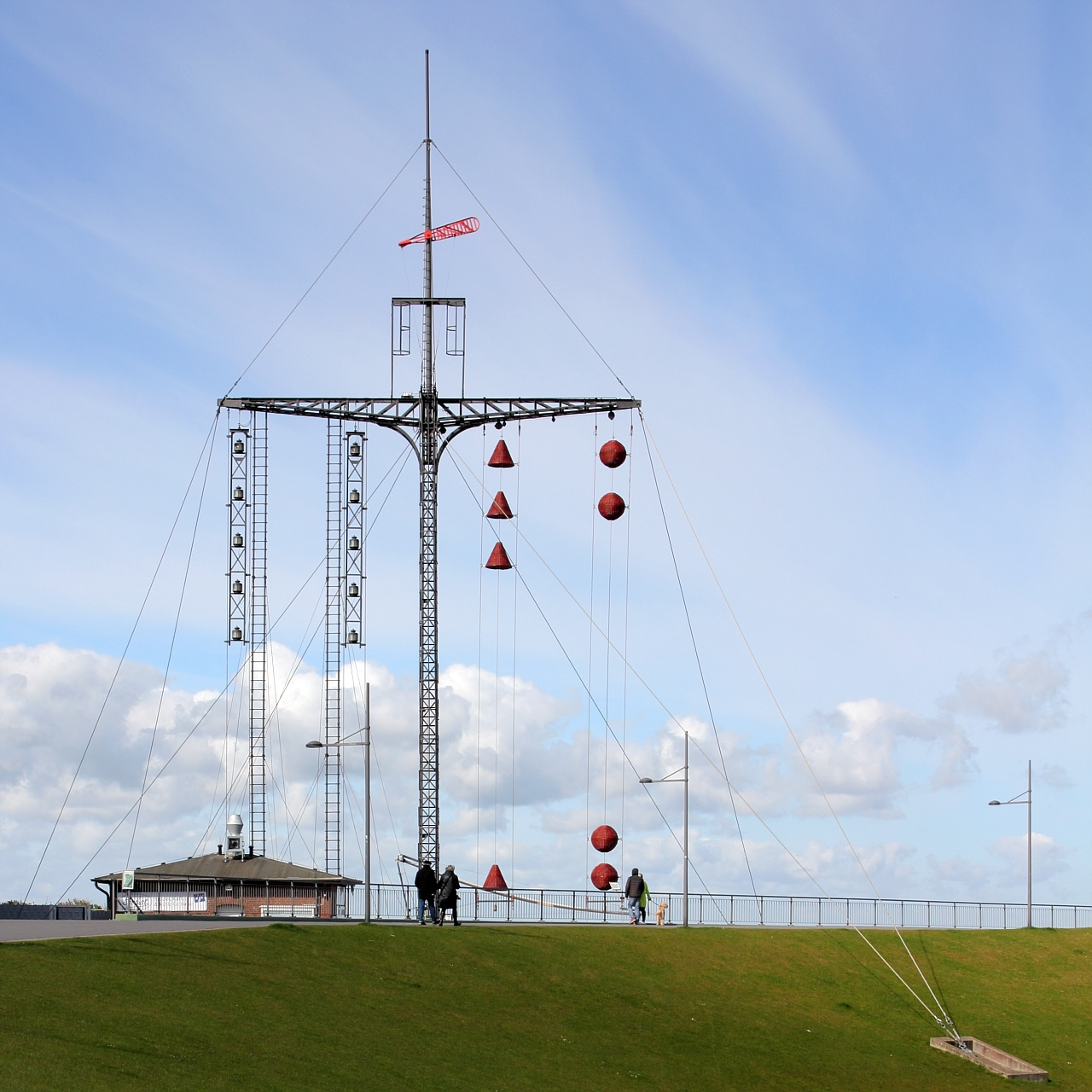
Wasserstandsanzeiger Bremerhaven auf dem Weserdeich

Der optischen Übermittlung der Wasserstände dienten an den Küsten Wasserstandsanzeiger. An der Deutschen Bucht ist allein der etwa 32 m hohe Wasserstandsanzeiger Bremerhaven erhalten geblieben, der von 1903 bis 1973 im aktiven Einsatz war. Tagsüber dienten Körbe und Kegel als optisches Signal, nachts verschiedenfarbige Laternen. Die für die Signalgebung erforderlichen Pegeldaten wurden elektrisch vom ca. 85 m entfernten Pegelhaus übermittelt.

### Registrierende Messung
Gemessen wird der Wasserstand am Pegel heutzutage mit Hilfe von Schwimmern, Drucksonden, Druckluftwaagen, Radar- und Ultraschallgeräten. Die Messungen werden auf Pegelbögen, einem Bandschreiber und/oder in digitalen Datensammlern im Pegelhäuschen oder -Kästen registriert. Manchmal wird der Wasserstand mit einer großen digitalen Anzeige am Pegelhäuschen angezeigt (Beispielbild siehe oben in der Einleitung).
Der Wasserstand des Gewässers wird in einem angrenzenden Schacht oder mittels Druckleitung gemessen.
Die Höhe des Wasserspiegels kann mechanisch durch einen Schwimmer mit Seil und Gegengewicht gemessen werden (Schwimmerpegel). Bei einem Pneumatikpegel, auch Druckluftpegel genannt, wird der Wasserdruck gemessen. Dabei wird durch die Wassersäule in dem Verbindungsschacht oder der Verbindungsleitung (aus PVC) ein Gewicht nach oben gedrückt. Gleichzeitig steht der Bereich oberhalb des Gewichtes unter Druck, der durch einen Kompressor oder durch Druckluftflaschen erzeugt wird. Die Druckdifferenz betätigt einen mechanischen Schreiber oder steuert einen elektronischen Messwertgeber an, der den Wasserstand aufzeichnet. Durch einen Winkelkodierer werden die Messwerte in digitale Impulse umgewandelt, so dass die Daten aus dem Datensammler durch einen Laptop direkt oder per Datenfernübertragung in eine zentrale Datenbank ausgegeben werden.

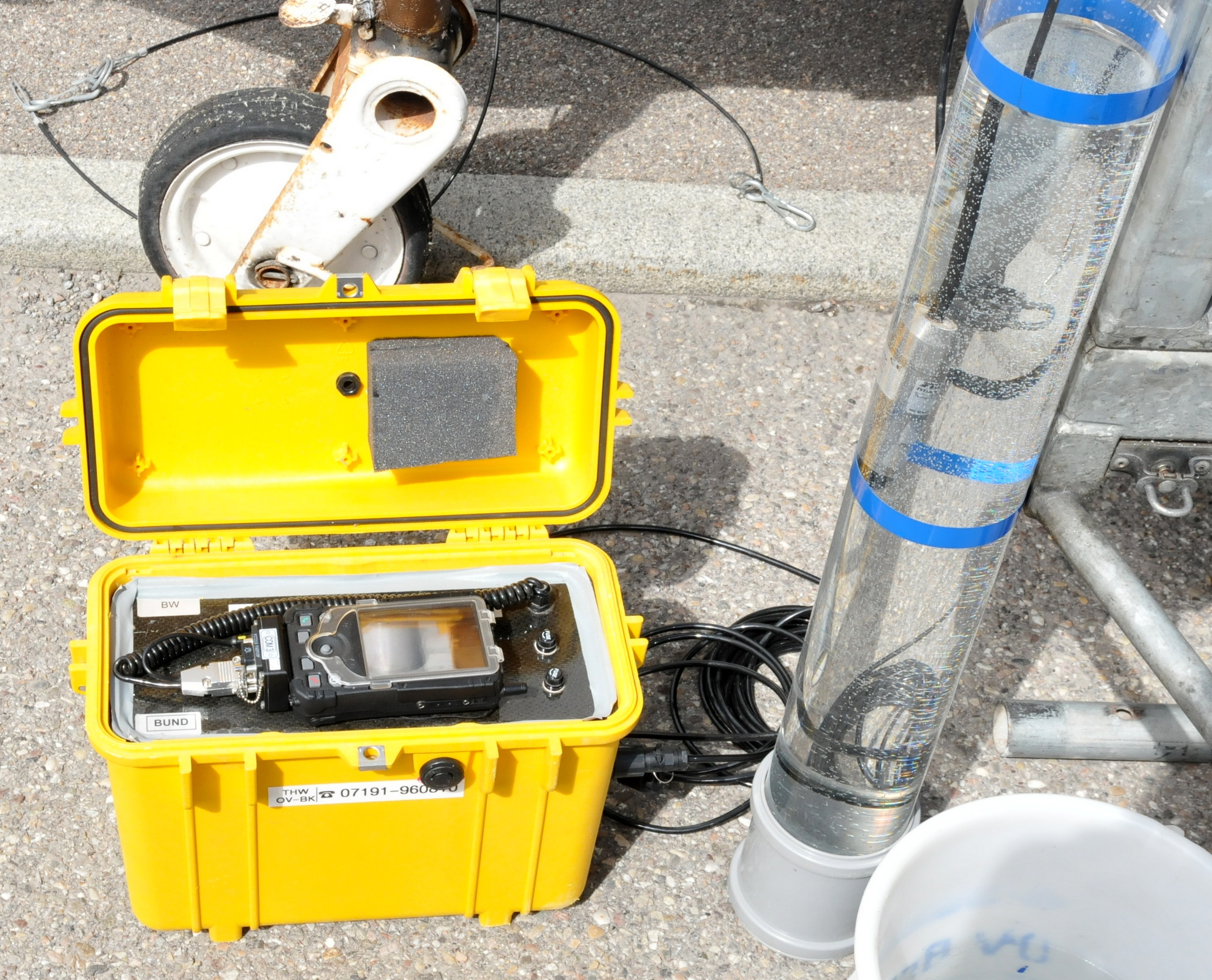
Akkubetriebener Pegelsensor mit Datenübertragung

Siehe auch: Mareograf

### Mobile Pegelmessung bei Hochwasser
Um bei Hochwasser an besonders kritischen Stellen die Wasserstandsänderungen schnell zu erfassen, kann mit mobilen Funksensoren kontinuierlich der Pegel gemessen werden. Dieses von der Bundesanstalt Technisches Hilfswerk entwickelte System kann auch bei weggespültem oder überschrittenem Festpegel als Ersatz dienen.

## Brückenpegel
Brückenpegel (gem. ELWIS auch als Brückendurchfahrtshöhepegel bezeichnet) sind, überwiegend auf Binnenschifffahrtsstraßen, vor einer Brücke (z. B. senkrecht am Brückenpfeiler) angebrachte Pegellatten, die Schiffsführern nicht die Wassertiefe, sondern den Freiraum, die lichte Durchfahrtshöhe unter einer Brücke (das heißt, den Abstand zwischen dem jeweiligen Wasserstand und der Unterkante der Brücke) anzeigen. Sie haben dazu eine umgedrehte Skala, das heißt, der tiefste Punkt der Brückenkonstruktion (oder eventuell vorhandener Anbauten) innerhalb der gekennzeichneten Durchfahrtsbreite bildet den Nullpunkt des Pegels. Daher nennt man sie auch Umkehrpegel. Brückenpegel gehören zu den hinweisenden Schifffahrtszeichen.
Im animierten Bild wird die Durchfahrtshöhe bei zwei verschiedenen Wasserständen (Durchfahrtshöhe 6 m und circa 7 m) gezeigt. Innerhalb der grün-weißen Zeichen ist die Durchfahrt empfohlen, außerhalb der rot-weißen Zeichen ist die Durchfahrt verboten. Bei Bogenbrücken verändert sich je nach Wasserstand neben der  Brückendurchfahrtshöhe auch die lichte Durchfahrtsbreite unter dem Brückenbogen. Bei fallendem Wasserspiegel verringert sich je nach Flussprofil zudem auch die Breite der Fahrrinne.
In einigen Fällen werden, z. B. auf Seeschifffahrtsstraßen, auch andere Pegelkonstruktionen (Pegeluhren, digitale Anzeigen usw.) als Brückenpegel genutzt. Der Schiffsführer muss vor der Durchfahrt entscheiden ggf. aufstoppen, ob sein Schiff – je nach Eintauchtiefe durch Beladung und/oder Kraftstoffverbrauch- noch unter der Brücke gefahrlos durchfahren kann. Hierbei sind auch die Höhenschwankungen durch Wellenschlag zu bedenken.

Brückenpegel (animiert), Durchfahrtshöhe, hier je nach Wasserstandshöhe 6 oder 7 m
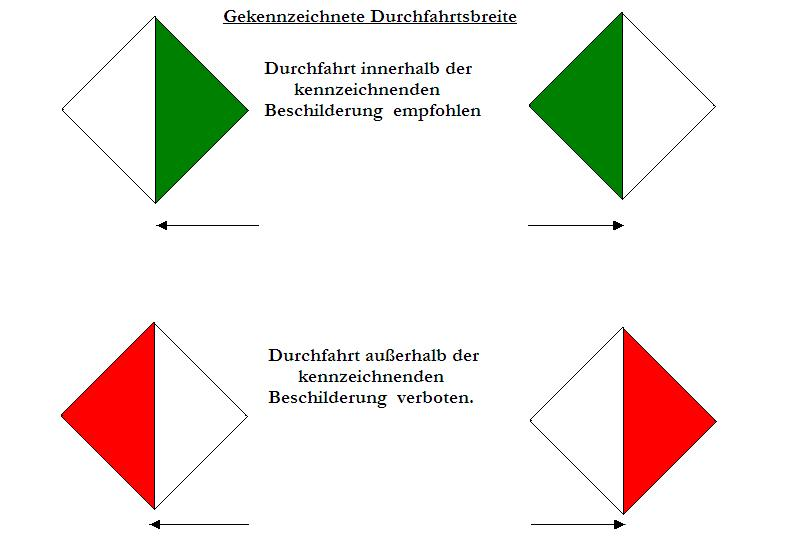
Gekennzeichnete Durchfahrt und deren Breite
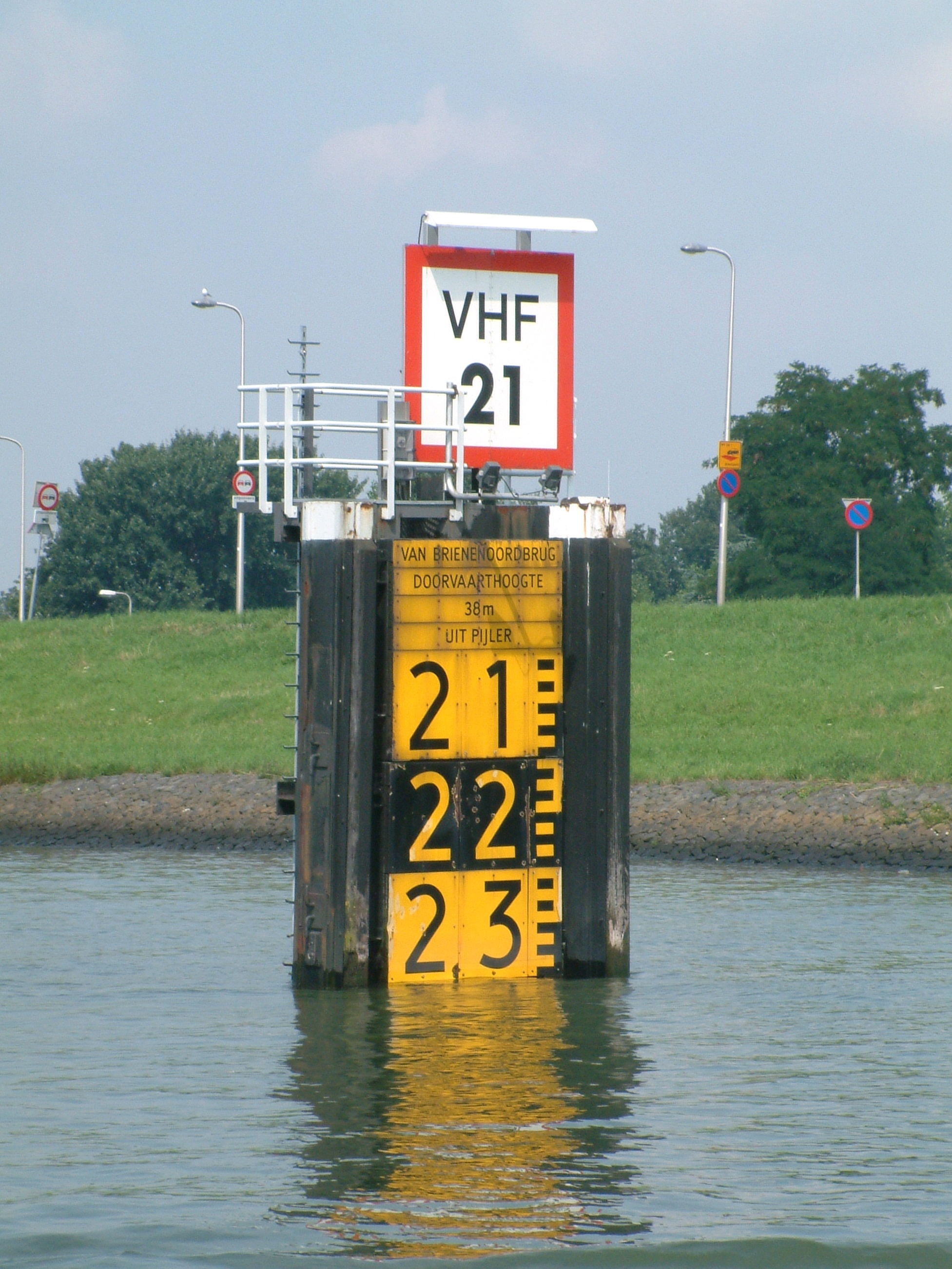
Brückenpegel im Vorfeld einer Brücke – lichte Durchfahrtshöhe 23 m
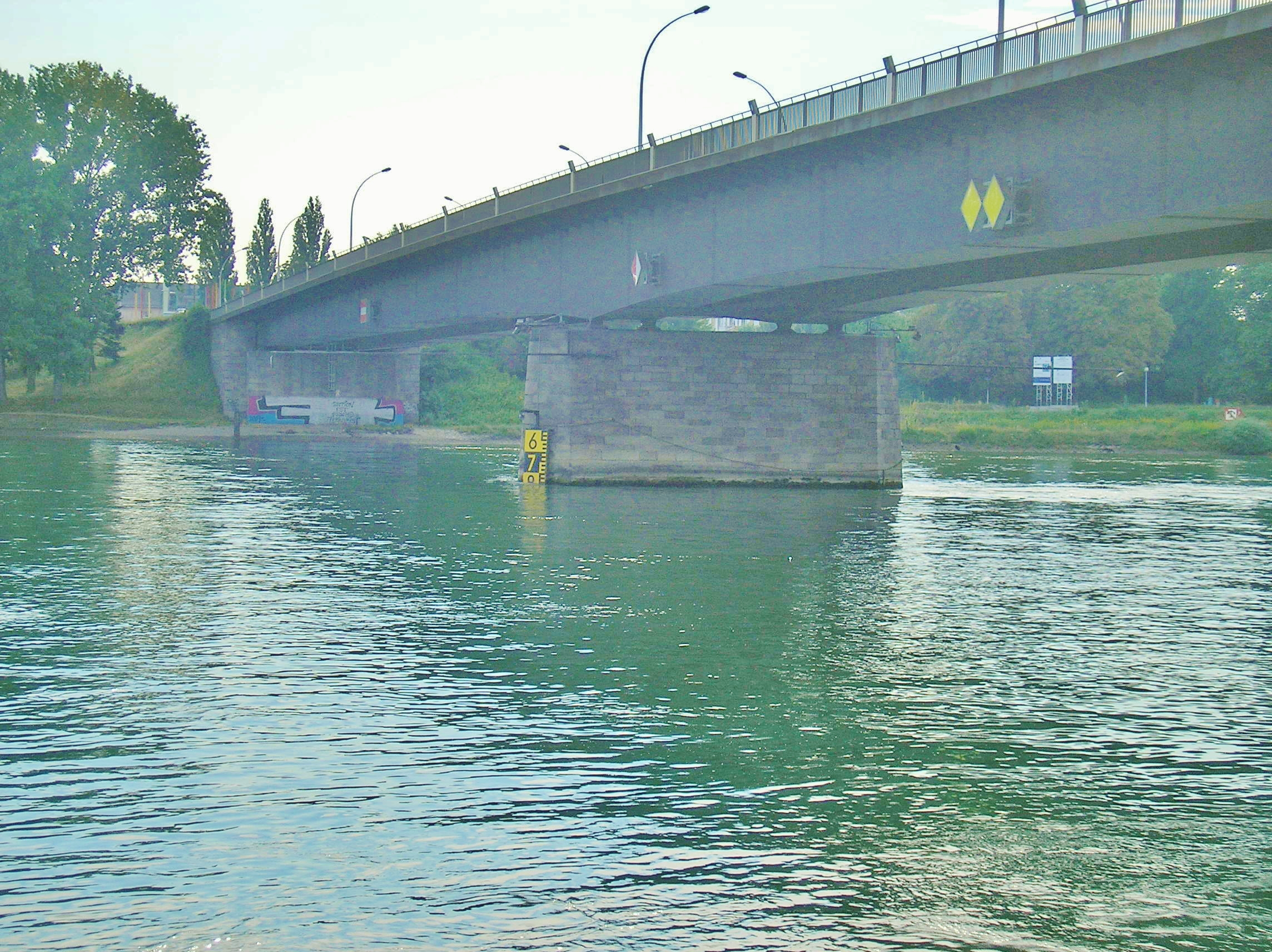
Beispiel mit einer Durchfahrtshöhe von 7,5 m; innerhalb der gekennzeichneten Durchfahrtsbreite
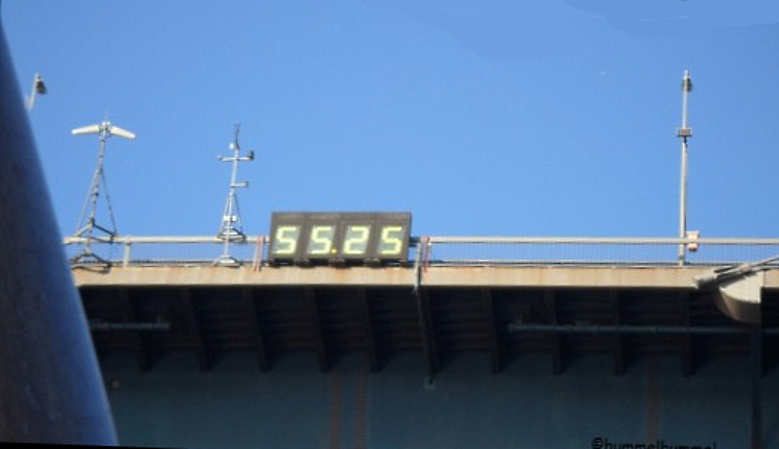
Hamburger Hafen, Köhlbrandbrücke, digitaler Brückenpegel Anzeiger